# Ranchal
Ranchal és un municipi francès situat al departament del Roine i a la regió d'Alvèrnia-Roine-Alps. L'any 2007 tenia 316 habitants.

## Demografia

### Població
El 2007 la població de fet de Ranchal era de 316 persones. Hi havia 140 famílies de les quals 52 eren unipersonals (36 homes vivint sols i 16 dones vivint soles), 44 parelles sense fills i 44 parelles amb fills.
La població ha evolucionat segons el següent gràfic:
Habitants censats

### Habitatges
El 2007 hi havia 285 habitatges, 141 eren l'habitatge principal de la família, 118 eren segones residències i 26 estaven desocupats. 265 eren cases i 20 eren apartaments. Dels 141 habitatges principals, 111 estaven ocupats pels seus propietaris, 29 estaven llogats i ocupats pels llogaters i 1 estava cedit a títol gratuït; 8 tenien dues cambres, 21 en tenien tres, 51 en tenien quatre i 61 en tenien cinc o més. 114 habitatges disposaven pel capbaix d'una plaça de pàrquing. A 67 habitatges hi havia un automòbil i a 61 n'hi havia dos o més.

### Piràmide de població
La piràmide de població per edats i sexe el 2009 era:
| Homes | Edats   | Dones |
| ----- | ------- | ----- |
| 0     | 95 o +  | 0     |
| 0     | 90 a 94 | 0     |
| 0     | 85 a 89 | 4     |
| 4     | 80 a 84 | 0     |
| 4     | 75 a 79 | 8     |
| 4     | 70 a 74 | 4     |
| 24    | 65 a 69 | 16    |
| 16    | 60 a 64 | 12    |
| 0     | 55 a 59 | 0     |
| 12    | 50 a 54 | 12    |
| 12    | 45 a 49 | 4     |
| 8     | 40 a 44 | 12    |
| 8     | 35 a 39 | 4     |
| 12    | 30 a 34 | 4     |
| 4     | 25 a 29 | 12    |
| 12    | 20 a 24 | 8     |
| 8     | 15 a 19 | 8     |
| 8     | 10 a 14 | 8     |
| 12    | 5 a 9   | 0     |
| 4     | 0 a 4   | 12    |

## Economia
El 2007 la població en edat de treballar era de 172 persones, 127 eren actives i 45 eren inactives. De les 127 persones actives 113 estaven ocupades (67 homes i 46 dones) i 14 estaven aturades (6 homes i 8 dones). De les 45 persones inactives 20 estaven jubilades, 8 estaven estudiant i 17 estaven classificades com a «altres inactius».

### Ingressos
El 2009 a Ranchal hi havia 140 unitats fiscals que integraven 318 persones, la mediana anual d'ingressos fiscals per persona era de 15.603,5 €.

### Activitats econòmiques
Dels 13 establiments que hi havia el 2007, 2 eren d'empreses de construcció, 4 d'empreses de comerç i reparació d'automòbils, 1 d'una empresa de transport, 2 d'empreses d'hostatgeria i restauració, 1 d'una empresa financera, 1 d'una empresa immobiliària i 2 d'empreses de serveis.
Dels 4 establiments de servei als particulars que hi havia el 2009, 1 era una oficina bancària, 1 guixaire pintor, 1 electricista i 1 restaurant.
L'únic establiment comercial que hi havia el 2009 era una botiga de menys de 120 m².
L'any 2000 a Ranchal hi havia 7 explotacions agrícoles.

## Equipaments sanitaris i escolars
El 2009 hi havia una escola elemental.

## Poblacions més properes
El següent diagrama mostra les poblacions més properes.